# Котт, Кейси
Ке́йси Мо́ртон Котт (англ. Casey Morton Cott, род. 8 августа 1992) — американский актёр. Наиболее известен по роли Кевина Келлера в телесериале «Ривердейл».

## Ранние годы и образование
Котт вырос в Чагрин Фолс, Огайо. Он учился в Бостонском университете, прежде чем перевёлся в Колледж изящных искусств в Университете Карнеги — Меллон, который окончил в 2016 году. У него есть младшая сестра Карли и старший брат Кори, также актёр.

## Личная жизнь
Котт живёт в Нью-Йорке. 19 декабря 2020 года Котт объявил о помолвке со своей девушкой. 18 декабря 2021 года состоялась церемония бракосочетания, на которой присутствовали актёры сериала Ривердейл.

## Фильмография

### Кино
| Год  | Название на русском         | Оригинальное название         | Роль          | Примечания |
| ---- | --------------------------- | ----------------------------- | ------------- | ---------- |
| 2018 | Все Маленькие Вещи Мы Убьём | All The Little Things We Kill | Тревор Олссон |            |
| 2019 | Талисман                    | Mascot                        | Ник Шепард    |            |

### Телевидение
| Год         | Название на русском                 | Оригинальное название             | Роль         | Примечания           |
| ----------- | ----------------------------------- | --------------------------------- | ------------ | -------------------- |
| 2017 — 2023 | Ривердейл                           | Riverdale                         | Кевин Келлер | Основная роль        |
| 2017        | Закон и порядок: Специальный корпус | Law & Order: Special Victims Unit | Лукас Халл   | Эпизод: «Conversion» |
| 2018        | Инстинкт                            | Instinct                          | Дино Моретти | Эпизод: «Pilot»      |
| 2020        | Кэти Кин                            | Katy Keene                        | Кевин Келлер | Гостевая роль        |

### Музыкальные видео
| Год  | Название | Артист            |
| ---- | -------- | ----------------- |
| 2017 | «Why»    | Сабрина Карпентер |